# Fulgurodes
Fulgurodes là một chi bướm đêm thuộc họ Geometridae.